# Jonas Glans
Jonas Glans, född Leanderson 26 januari 1991, är en svensk friidrottare (medeldistans- och terränglöpning) tävlande för Malmö AI. Han vann SM-guld i terränglöpning 4 km år 2015. År 2016 sprang han sensationellt in på nya personbästat 3.36,92 på 1 500 meter under GP-tävlingarna på Sollentunavallen. Tiden är endast knappa halvsekunden från Johnny Kroons gällande svenska rekord på distansen.
Som ungdom tog sig Jonas till finaler i 1500 meter vid både VM och EM för ungdomar. 
Han deltog på 1 500 meter vid EM i Zürich men slogs ut i försöken på tiden 3:49,64.
Vid Europamästerskapen i Amsterdam år 2016 deltog Glans på 1 500 meter men blev utslagen i försöken med tiden 3:44,09.
Efter att ha vunnit sitt heat under försöken till 3000 meter vid Inomhus-EM i Belgrad år 2017 på tiden 7.54,93, slutade Glans femma i finalen.
Under Europamästerskapen inomhus i Glasgow i mars 2019 sprang Glans hem en femteplats i finalen på tiden 7.59,16 efter ett taktiklopp. Under försöken dagen innan så sprang han på tiden 7.51,47 vilket var ett nytt personligt rekord.

## Personliga rekord
| Utomhus - 800 meter – 1.51,73 (Göteborg 4 juli 2010) - 1 500 meter – 3.36,92 (Sollentuna 28 juni 2016) - 3 000 meter - 7.47,76 (Göteborg 30 juli 2022) - 5 000 meter - 13.20,85 (Söderhamn 26 juli 2022) - 10 000 meter - 28.25,92 (Söderhamn 28 juli 2023) - 10 km landsväg - 27.57 (Valencia, Spanien 15 januari 2023) | Inomhus - 1 500 meter – 3.45,33 (Malmö 26 januari 2019) - 2 000 meter – 5.29,98 (Huddinge 26 januari 2018) - 3 000 meter – 7.51,47 (Glasgow, Storbritannien 1 mars 2019) - 3 000 meter – 7.53,83 (Gent, Belgien 11 februari 2017) |

### Fotnoter
1. 1 2 3 4 5 6 7 8 9 10  ”Personsida på European Athletics' webbplats” (på engelska). european-athletics.org. http://www.european-athletics.org/athletes/group=l/athlete=152500-leanderson-jonas/index.html. Läst 17 april 2019.
2. ↑  ”Stafett-SM 2008”. Arkiverad från originalet den 9 juni 2009. https://web.archive.org/web/20090609064617/http://www.stafett-sm.se/resultat. Läst 25 mars 2015.
3. ↑  ”Stafett-SM 2009”. ifgota.se. Arkiverad från originalet den 4 mars 2016. https://web.archive.org/web/20160304103354/http://www.ifgota.se/result/Uploaded/stafettsm09.html. Läst 29 maj 2013.
4. ↑  ”Stora SM 2010, dag 3”. trackandfield.se. Arkiverad från originalet den 28 september 2013. https://web.archive.org/web/20130928222318/https://www.trackandfield.se/resultat/2010/100821.htm. Läst 2 september 2013.
5. ↑  ”Stafett-SM 2010”. ranas4h.nu. Arkiverad från originalet den 8 december 2015. https://web.archive.org/web/20151208144853/http://www.ranas4h.nu/resultat/2010/stafett-sm.html. Läst 29 maj 2013.
6. ↑  ”Stafett-SM 2011” (pdf). Arkiverad från originalet den 6 april 2015. https://web.archive.org/web/20150406214723/http://www.proteamonline.se/storage/customers/2202/editor/resultat_2011/Stafett_SM_2011_Res.pdf. Läst 22 maj 2013.
7. ↑  ”Terräng-SM 2014, dag 1”. marathon.se. http://www.marathon.se/racetimer?v=%2Fsv%2Frace%2Fshow%2F2229%3Flayout%3Dmarathon. Läst 25 mars 2015.
8. ↑  ”Stafett-SM 2014” (pdf). idrottonline.se. Arkiverad från originalet den 2 april 2015. https://web.archive.org/web/20150402184643/http://www3.idrottonline.se/ImageVaultFiles/id_595198/cf_69694/resultat2014-05-27_2.PDF. Läst 25 mars 2015.
9. ↑  ”Terräng-SM 2015”. marathon.se. http://www.marathon.se/racetimer?v=%2Fsv%2Frace%2Fshow%2F2980%3Flayout%3Dmarathon. Läst 31 oktober 2015.
10. ↑  ”Stora SM 2016”. Arkiverad från originalet den 23 augusti 2017. https://web.archive.org/web/20170823210252/http://212.247.216.72/friidrott/sm16/Resultat.php. Läst 1 november 2016.
11. ↑  ”Stafett-SM 2016”. trackandfield.se. http://www.trackandfield.se/resultat/2016/160528.htm. Läst 1 november 2016.
12. ↑  ”Stora SM 2017”. http://www.trackandfield.se/resultat/2017/170825_27.htm. Läst 1 oktober 2017.
13. 1 2  ”Stafett-SM 2017”. mai.se. http://mai.se/download/Resultatlista_Stafett-SM-2017.pdf. Läst 25 augusti 2017.
14. ↑  ”SM-JSM22-VSM 10 km, Anderstorp 13.7.21”. friidrottsstatistik.se. https://www.friidrottsstatistik.se/resultsswe.php?CID=12991900&Season=2021. Läst 29 augusti 2021.
15. ↑  ”Resultat: Friidrotts-SM, Söderhamn 28‐30.7.23”. friidrottsstatistik.se. https://www.friidrottsstatistik.se/resultsswe.php?CID=13045848&Season=2023. Läst 7 september 2023.
16. ↑  ”Resultat: SM-VSM Halvmaraton, Stockholm 7.9.24”. friidrottsstatistik.se. https://www.friidrottsstatistik.se/resultsswe.php?CID=13081815&Season=2024. Läst 2 augusti 2025.
17. ↑  ”Stora inne-SM 2010 dag 2, resultat”. friidrott.stockholm.se. http://www.friidrott.stockholm.se/ISM2010/Page.asp?PageIdentifier=RESSONDAG. Läst 19 juli 2012.
18. ↑  ”Stora inne-SM 2014 dag 2, resultat”. trackandfield.se. http://www.trackandfield.se/resultat/2014/140223.htm. Läst 29 januari 2015.
19. ↑  ”ISM i friidrott - Växjö 25-26 februari 2017”. telekonsultarena.se. Arkiverad från originalet den 3 september 2017. https://web.archive.org/web/20170903123052/http://telekonsultarena.se/resultat/ISM17/Resultat.php. Läst 7 mars 2017.
20. ↑  ”ISM 2018 2018-02-27”. primawebb.se. Arkiverad från originalet den 28 februari 2018. https://web.archive.org/web/20180228042650/http://primawebb.se/giffri/ism2018/Results_Total.html. Läst 27 februari 2018.
21. 1 2  ”Inomhus-SM 2019”. liveresults.se. https://liveresults.se/competition/inomhus-sm-2019?tab=results. Läst 17 februari 2019.
22. 1 2 3 4 5 6 7 8  ”Personsida på IAAF:s webbplats” (på engelska). iaaf.org. http://www.iaaf.org/athletes/sweden/jonas-leandersson-245318. Läst 17 april 2019.
23. 1 2  ”Folksam Grand Prix Sollentunavallen 28 juni 2016, resultat”. Arkiverad från originalet den 4 juli 2016. https://web.archive.org/web/20160704093856/http://212.247.216.72/friidrott/Sollentuna16/resultat.php. Läst 30 juni 2016.
24. ↑  ”European Athletics Championships - Zürich 2014” (på engelska). european-athletics.org. http://www.european-athletics.org/competitions/european-athletics-championships/history/year=2014/results/index.html. Läst 14 februari 2017.
25. ↑  ”EM 4: Jonas utslagen”. friidrott.se. 15 augusti 2014. Arkiverad från originalet den 14 februari 2017. https://web.archive.org/web/20170214181641/http://www.friidrott.se/nyheter.aspx?id=17064. Läst 14 februari 2017.
26. ↑  ”European Athletics Championships - Amsterdam 2016” (på engelska). european-athletics.org. http://www.european-athletics.org/competitions/european-athletics-championships/history/year=2016/results/. Läst 27 december 2016.
27. ↑  Hedman, Jonas; Fridell, Magnus; Thor, Hillevi (3 mars 2017). ”Mästerligt försökslopp av Leanderson”. friidrott.se. Arkiverad från originalet den 1 april 2017. https://web.archive.org/web/20170401214713/http://www.friidrott.se/nyheter.aspx?id=20624. Läst 17 april 2019.
28. ↑  Hedman, Jonas; Fridell, Magnus (3 mars 2017). ”Vilket lopp av Leanderson – EM-5:a!”. friidrott.se. Arkiverad från originalet den 1 april 2017. https://web.archive.org/web/20170401163731/http://www.friidrott.se/nyheter.aspx?id=20655. Läst 17 april 2019.
29. ↑  Åkesson, Richard (3 mars 2017). ”Leanderson vann försöksheat”. Sydsvenskan. https://www.sydsvenskan.se/2017-03-03/leanderson-vann-em-heat. Läst 7 mars 2017.
30. ↑  Leijon Jönsson, Kent (5 mars 2017). ”MAI-löpare EM-femma på 3000 m”. Sydsvenskan. https://www.sydsvenskan.se/2017-03-05/mai-lopare-em-femma-pa-3000-m. Läst 7 mars 2017.
31. ↑  Hedman, Jonas (2 mars 2019). ”IEM2: Vilket lopp av Leanderson!”. friidrott.se. Arkiverad från originalet den 5 mars 2019. https://web.archive.org/web/20190305183126/http://www.friidrott.se/nyheter.aspx?id=23125. Läst 17 april 2019.
32. ↑  ”LIVE 3000m - Herrar - Försök - Inomhus-EM - 1 mars 2019”. Eurosport. 1 mars 2019. https://www.eurosport.se/friidrott/inomhus-em/2019/live-3000m-herrar-forsok_mtc1082892/live.shtml. Läst 11 april 2019.
33. ↑  Hedman, Jonas; Thor, Hillevi (1 mars 2019). ”IEM1: Jonas snabbaste – är i final!”. friidrott.se. Arkiverad från originalet den 3 mars 2019. https://web.archive.org/web/20190303103316/http://www.friidrott.se/nyheter.aspx?id=23099. Läst 17 april 2019.
34. ↑  ”Folksam Grand Prix Karlstad 27 juli 2016, resultat”. Arkiverad från originalet den 30 juli 2016. https://web.archive.org/web/20160730221402/http://212.247.216.72/friidrott/Karlstad16/Resultat.php. Läst 18 augusti 2016.
35. 1 2 3  ”Personsida på ARRS” (på engelska). arrs.run. https://more.arrs.run/runner/26105. Läst 17 april 2019.